# خاردارشاخان
خاردارشاخان (نام علمی: Acanthoceratidae) نام یک تیره از رده سرپایان است.